# Leiner Berg
Koordinaten: 51° 51′ 49,9″ N, 12° 17′ 31,6″ O

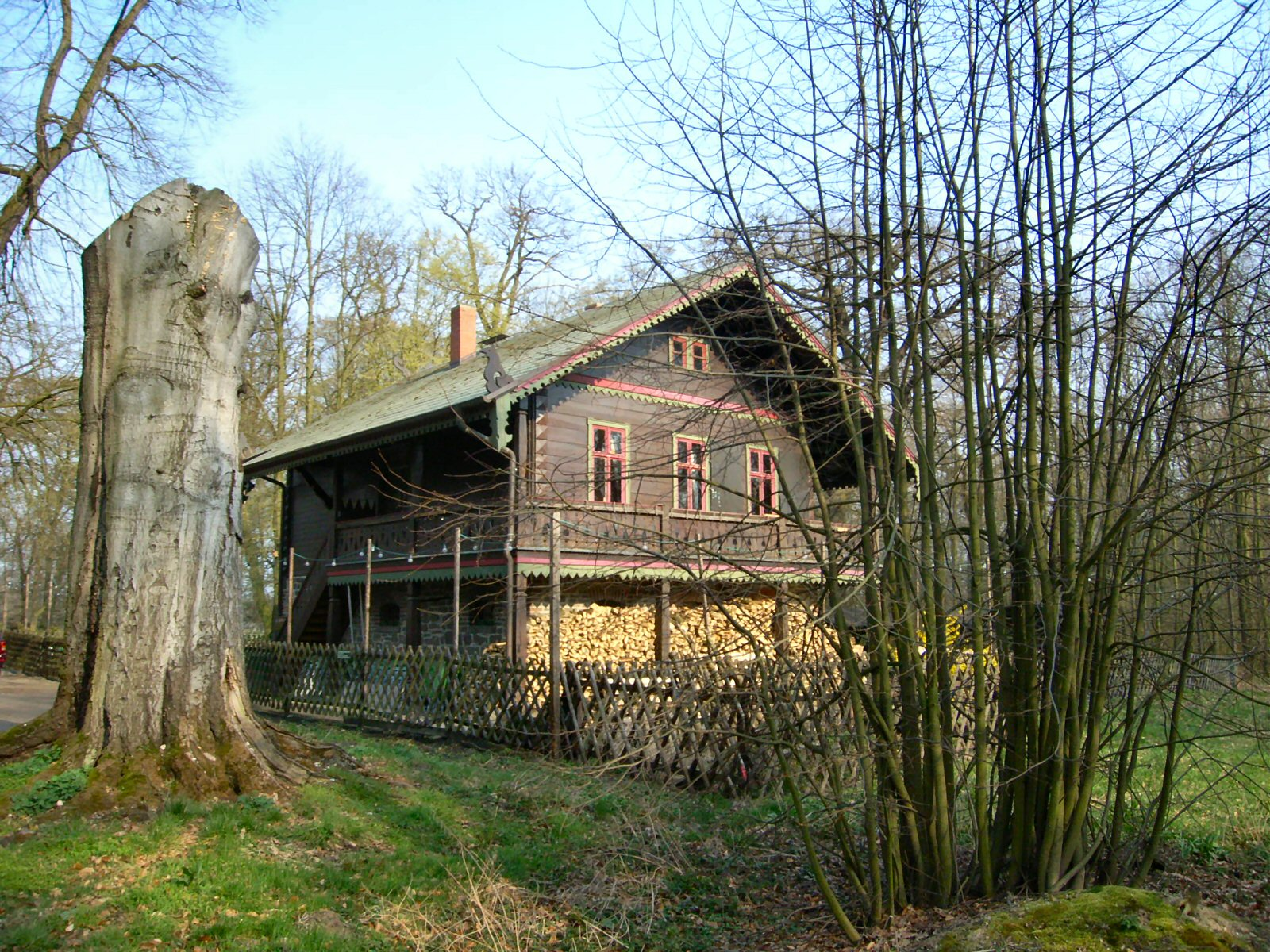
Forsthaus Leiner Berg

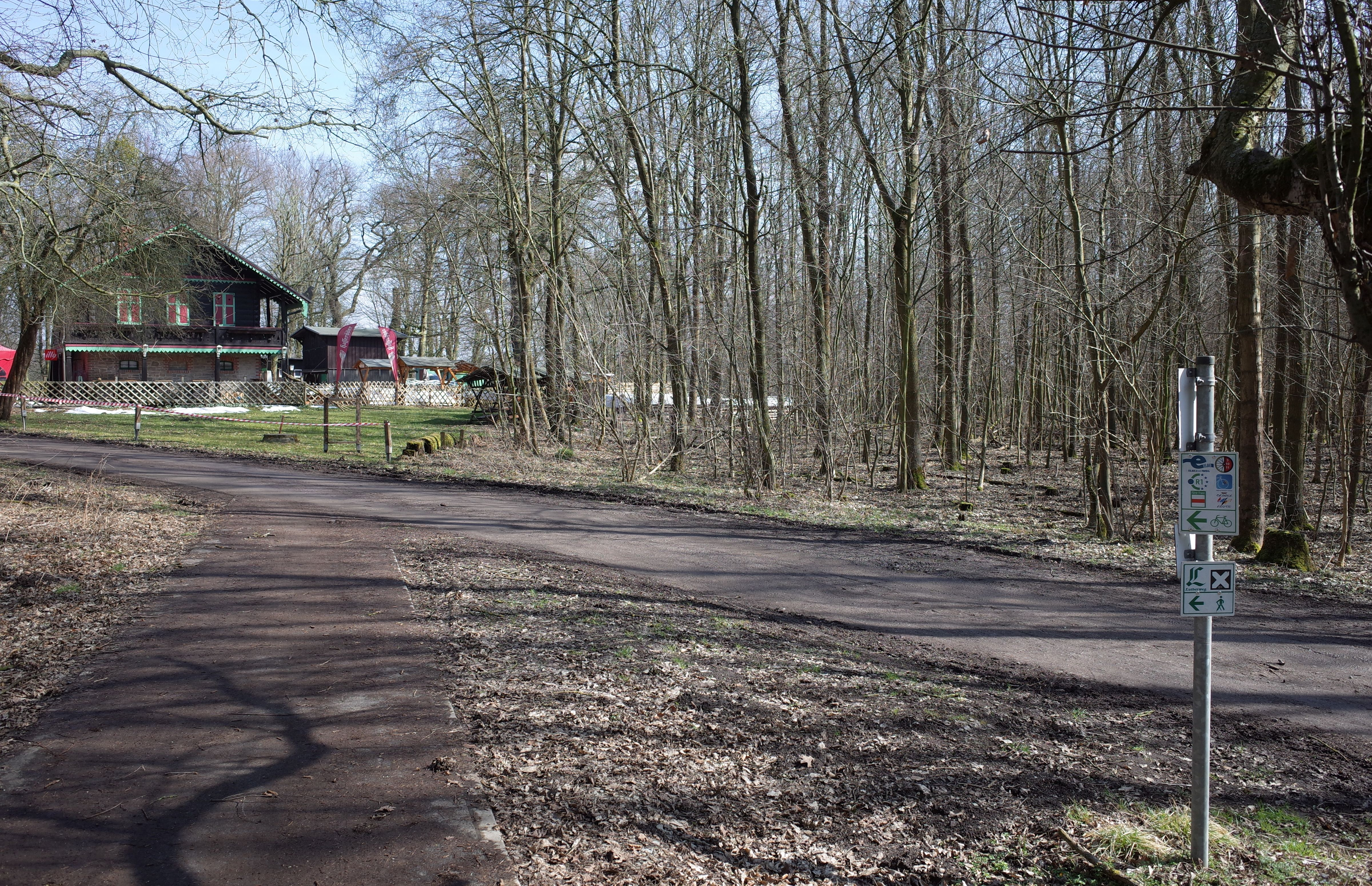
Rad- und Wanderwege am Leiner Berg

Der Leiner Berg ist eine ehemalige Düne an der Elbe im Dessau-Wörlitzer Gartenreich. Auf dieser Erhebung befindet sich das Forsthaus Leiner Berg. Dieses wurde 1830 vom Enkel des Vater Franz’, Leopold dem IV. erbaut.
Heute gehört es zum Ortsteil Vockerode der Stadt Oranienbaum-Wörlitz.
Das im Schweizer Stil errichtete Gebäude befindet sich ca. 3 km östlich der Mulde und ca. 2 km nördlich des Dorfes Nauendorf (jetzt Ortsteil Waldersee der Stadt Dessau-Roßlau).

## Geschichte
Die Bezeichnung Leiner Berg (Glyner Berg) wie auch der Leiner See leiten sich von einem Wüstendorf bzw. von einer Ministerialburg Glin her (Herren von Glyn 1237–1335) ab. Spuren dieser ursprünglichen Besiedlung sind bereits 1900 bei Waldarbeiten gefunden wurden.
Nördlich und östlich des Leiner Sees und des Löbbens, früher ein beliebtes Ausflugs- und Badeziel und
heute nur noch Sumpfgebiet, erstreckt sich eine reich gegliederte Wald- und Wiesenlandschaft mit jahrhundertealten Solitär-Weiden und -Eichen und vielen Wanderwegen.

## Aktueller Zustand
Das Gebäude steht unter Denkmalschutz, die Anlage wird als Pension, Ausflugslokal und Biergarten genutzt. Über den Leiner Berg, am Forsthaus vorbei, führt ein Rad- und Wanderweg. Über diesem verlaufen die Routen Europaradweg R1, Elberadweg, Radweg Deutsche Einheit, D-Routen 3, 10 und 11, Oranier-Route, Lutherweg, Europäischer Fernwanderweg E11 und die regionale Radroute Gartenreichtour Fürst-Franz.